# Anacaena perpenna
Anacaena perpenna är en skalbaggsart som beskrevs av Armand D'Orchymont 1942. Anacaena perpenna ingår i släktet Anacaena och familjen palpbaggar. Inga underarter finns listade i Catalogue of Life.